# Juarros de Riomoros
Juarros de Riomoros település Spanyolországban, Segovia tartományban. Juarros de Riomoros Marazoleja, Anaya, Martín Miguel, Abades, Lastras del Pozo és Marugán községekkel határos. Lakosainak száma 45 fő (2024).

## Népesség
A település népessége az elmúlt években az alábbi módon változott:
| Lakosok száma | 75   | 73   | 68   | 78   | 68   | 61   | 55   | 42   | 49   | 45   |
|               | 2001 | 2004 | 2007 | 2009 | 2012 | 2014 | 2017 | 2019 | 2022 | 2024 |